# 국제서울콩쿠르
국제서울콩쿠르는 음악과 예술에 대한 열정을 가진 개인들에게 발전의 기회를 제공하며, 동시에 사회와 문화 발전에 기여하고 있다.